# Marcilly-le-Châtel
Marcilly-le-Châtel è un comune francese di 1 286 abitanti situato nel dipartimento della Loira della regione dell'Alvernia-Rodano-Alpi.

## Società

### Evoluzione demografica
Abitanti censiti